# Ang Thong (Provinz)
Ang Thong (Thai: อ่างทอง, Aussprache: ʔàːŋ tʰɔ̄ːŋ) ist eine Provinz (Changwat) in der Zentralregion von Thailand. Die Hauptstadt der Provinz Ang Thong heißt ebenfalls Ang Thong.

## Lage
Die Provinz Ang Thong liegt etwa 100 Kilometer nördlich der Hauptstadt Bangkok.
Die Provinz befindet sich inmitten der fruchtbaren Zentralebene, deren Landschaftsbild von den beiden Flüssen Mae Nam Chao Phraya und Mae Nam Noi bestimmt wird. In Ang Thong gibt es weder Berge noch Wälder, der Boden besteht zumeist aus Ackerland. Die beiden Flüsse zusammen mit den vielen Kanälen (Khlongs) stellen genügend Wasser für die intensive Reisbewirtschaftung zur Verfügung.
| Angrenzende Provinzen: | Angrenzende Provinzen: |
| ---------------------- | ---------------------- |
| Norden                 | Sing Buri und Lop Buri |
| Osten                  | Ayutthaya              |
| Süden                  | Ayutthaya              |
| Westen                 | Suphan Buri            |

## Geschichte
Die Stadt Ang Thong früher unter dem Namen Wiset Chai Chan lag ursprünglich am Fluss Noi und war insbesondere während der frühen Ayutthaya-Zeit ein wichtiger Außenposten gegen die zahlreichen birmanischen Invasionsversuche. Nach dem Fall Ayutthayas wurde die Stadt unter der Herrschaft von König Taksin an das Ufer des Chao Phraya verlegt und in Ang Thong umbenannt.

## Wirtschaft
Im Jahr 2009 betrug das „Gross Provincial Product“ (Bruttoinlandsprodukt) der Provinz 22.191 Millionen Baht.
Der Mindestlohn in der Provinz beträgt 243 Baht pro Tag (etwa 5,50 €; Stichtag 1. April 2012). 

### Daten
Die unten stehende Tabelle zeigt den Anteil der Wirtschaftszweige am Gross Provincial Product in Prozent:
| Wirtschaftszweig | 2006 | 2007 | 2008 | 2009 |
| ---------------- | ---- | ---- | ---- | ---- |
| Landwirtschaft   | 17,6 | 15,8 | 24,5 | 22,2 |
| Berg-, Tagebau   | 5,6  | 4,6  | 4,3  | 4,7  |
| Industrie        | 20,0 | 21,0 | 18,3 | 19,3 |
| Andere           | 56,8 | 58,6 | 52,9 | 53,8 |

### Landnutzung
Für die Provinz ist die folgende Landnutzung dokumentiert:
- Waldfläche: –
- Landwirtschaftlich genutzte Fläche: 484.972 Rai (775,96 km²), 80,1 % der Gesamtfläche
- Nicht klassifizierte Fläche: 120.260 Rai (192,42 km²), 19,9 % der Gesamtfläche

Das Hauptprodukt ist Reis, der 2010/2011 zu etwas mehr als 382.600 Tonnen produziert wurde.

## Sehenswürdigkeiten
- Wat Tha Sutthawat – buddhistische Tempelanlage (Wat) aus der Ayutthaya-Zeit am Ufer des Chao Phraya
- Wat Pa Mok Worawihan – buddhistischer Tempel im Amphoe Pa Mok aus der Sukhothai-Zeit, beherbergt einen 22 Meter langen liegenden Buddha
- Wat Khun Inthapramun – buddhistischer Tempel aus der Sukhothai-Zeit, beherbergt einen 50 Meter langen liegenden Buddha.
- Wat Chaiyo Worawihan – mit einem verehrten Buddha in sitzender Meditationshaltung.

## Wappen und Wahlspruch
Das Wappen der Provinz zeigt einige goldene Ähren Reis in einer Schüssel mit Wasser als Symbol für die Fruchtbarkeit der Provinz, die einer der Hauptproduzenten von Reis in Thailand ist.
Der lokale Baum ist der Gaub (Diospyros malabarica).
Der Wahlspruch der Provinz Ang Thong lautet in Übersetzung:
Das größte liegende Buddha-Bildnis ist weit bekannt,
Von der Tapferkeit der Leute hier haben wir gehört,
Berühmt für irdene Puppen und geflochtene Körbe
Die hier gefertigten Trommeln wird niemand vergessen.

## Verwaltungseinheiten

### Provinzverwaltung
Die Provinz ist in sieben Amphoe („Landkreise“) unterteilt. Diese sind weiter in 81 Tambon („Unterbezirke“ oder „Gemeinden“) und 513 Muban („Dorfgemeinschaften“) unterteilt.
| \| Nr. \| Amphoe \| Thai \| \| --- \| ----------------------- \| --------------- \| \| 1. \| Amphoe Mueang Ang Thong \| อำเภอเมืองอ่างทอง \| \| 2. \| Amphoe Chaiyo \| อำเภอไชโย \| \| 3. \| Amphoe Pa Mok \| อำเภอป่าโมก \| \| 4. \| Amphoe Pho Thong \| อำเภอโพธิ์ทอง \| \| 5. \| Amphoe Sawaeng Ha \| อำเภอแสวงหา \| \| 6. \| Amphoe Wiset Chai Chan \| อำเภอวิเศษชัยชาญ \| \| 7. \| Amphoe Samko \| อำเภอสามโก้ \| |                         |                 |
| Nr. | Amphoe                  | Thai            |
| 1. | Amphoe Mueang Ang Thong | อำเภอเมืองอ่างทอง |
| 2. | Amphoe Chaiyo           | อำเภอไชโย       |
| 3. | Amphoe Pa Mok           | อำเภอป่าโมก      |
| 4. | Amphoe Pho Thong        | อำเภอโพธิ์ทอง     |
| 5. | Amphoe Sawaeng Ha       | อำเภอแสวงหา     |
| 6. | Amphoe Wiset Chai Chan  | อำเภอวิเศษชัยชาญ  |
| 7. | Amphoe Samko            | อำเภอสามโก้      |

### Lokalverwaltung
Für das ganze Gebiet der Provinz besteht eine Provinz-Verwaltungsorganisation (องค์การบริหารส่วนจังหวัด, kurz อบจ., Ongkan Borihan suan Changwat; englisch Provincial Administrative Organization, PAO).
In der Provinz gibt es eine Thesaban Mueang (เทศบาลเมือง – „Stadt“): Ang Thong (เทศบาลเมืองอ่างทอง).
Daneben gibt es sieben Thesaban Tambon (เทศบาลตำบล – „Kleinstädte“).